# Adolf Matthias Hildebrandt

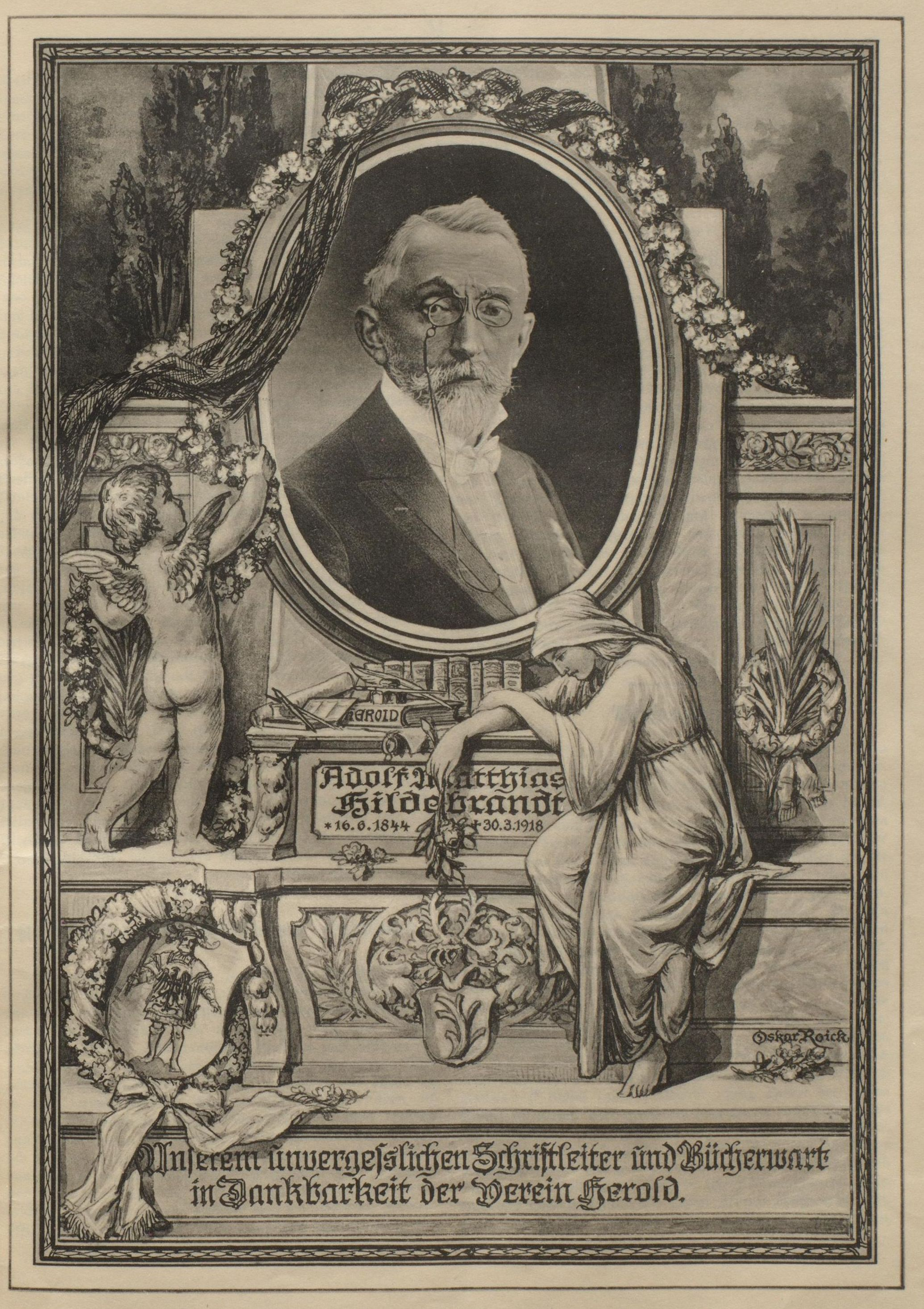
Alegorie von Oskar Roick auf den Tod von Adolf Matthias Hildebrandt, 1918

Adolf Matthias Hildebrandt (* 16. Juni 1844 in Mieste, Altmark, Provinz Sachsen; † 30. März 1918 in Berlin) war ein deutscher Genealoge, Heraldiker und Publizist.

## Leben und Werk
Er war der Sohn des Pastors Adolf Bernhard Hildebrandt (1810–1918) aus Mieste, Ritters des Roten-Adlerordens 4. Klasse, der 1881 emeritierte, und der Caroline Daubert (1812–1875) aus Genthin. Hildebrandt entwarf Wappen und Exlibris – u. a. auch für den Verleger Carl Langenscheidt (1870–1952). Er war Gründer der Zeitschrift Exlibris. Außerdem war er 1870–71 und 1880–1918 Leitender Redakteur der Monatsschrift Deutscher Herold, der Zeitschrift des heraldischen Vereins Herold, zu dessen Gründungsmitgliedern er zählte. 1880 wurde er zum herzoglich sachsen-altenburgischen Professor ernannt.
Hildebrandt war Verfasser zahlreicher Publikationen überwiegend zur Heraldik. Das heraldische Wirken von Hildebrandt wurde u. a. mit der Ehrenmitgliedschaft im 1888 gegründeten Heraldischen Verein „Zum Kleeblatt“ in Hannover gewürdigt. Die Zahl der von ihm entworfenen bzw. gezeichneten Exlibris, Stammbäume und Wappen ist außerordentlich groß. Typisch für Hildebrandts Heraldik ist die Verwendung von Pflanzenmotiven, die er den Wappen selbst entnahm und gotisierend umbildete. Charakteristisch ist auch die immer wiederkehrende Form der Helme, die nach ihm unter Experten „Hildebrandthelme“ genannt werden.
Hildebrandts einflussreichste Publikation war eine Einführung in die Heraldik („Wappenfibel“), von der er mehrere, jeweils ergänzte und erweiterte Auflagen unter verschiedenen Titeln herausbrachte; ab der dritten Auflage 1893 erschien die Wappenfibel „im Auftrag des Vereins Herold“, der auch mehrere postume Ausgaben besorgte. Nach 1945 wurden Neubearbeitungen von Jürgen Arndt sowie später Ludwig Biewer und Eckard Henning veröffentlicht. Mit Marie Ottenberg aus Osterwiek (⚭ 1881) hatte er zwei Söhne und eine Tochter.

## Publikationen
- Der Adel des Herzogtums Anhalt. Bauer & Raspe, Nürnberg 1869, Digitalisat.
- Deutscher Herold. Monatsschrift für Heraldik, Sphragistik und Genealogie: Organ des Vereins für Siegel- und Wappenkunde zu Berlin, 1 (1870) [Erster Jahrgang der später unter leicht wechselnden Titeln erscheinenden Zeitschrift; Digitalisat.]
- Der Hannoeverische Adel. Bauer & Raspe, Nuernberg 1870, Digitalisat.
- Der Adel des Grossherzogtums Oldenburg. Bauer & Raspe, Nuernberg 1872, Digitalisat.
- Des Conrad Grünenberg, Ritters und Burgers zu Constenz, Wappenbuch. Volbracht am nünden Tag des Abrellen do man zalt tusend vierhundert drü und achtzig jar. In Farbendruck neu herausgegeben gemeinsam mit Rudolf von Stillfried-Rattonitz. Starke, Görlitz 1875–1884. [Faksimile des Grünenberg-Wappenbuchs; Digitalisat.]
- Photographische Copie des Stammbaums der Familie von Kröcher. (Berlin), vor 1882[4]
- Wappenbuch von den Ersten genannt „Codex Seffken“. Der Urschrift aus dem Ende des 14. Jahrhunderts getreu nachgebildet von Ad. M. Hildebrandt. Mit einem Vorworte und Bemerkungen von Gustav A. Seyler. J. A. Stargardt, Berlin, 1893. [Faksimile eines Wappenbuchs des 14. Jahrhunderts; Digitalisat des Exemplars der Universitäts- und Landesbibliothek Düsseldorf.]
- Festschrift zur Feier des fünfundzwanzigjährigen Bestehens des Vereins für Wappen-, Siegel- und Familienkunde „Herold“. Sittenfeld, Berlin 1894, Digitalisat.
- Baltisches Wappenbuch. Stockholm 1882, Digitalisat.
- Wappenfibel. Kurze Zusammenstellung der hauptsächlichsten heraldischen und genealogischen Regeln. Rommel, Frankfurt am Main 1887, jüngste Bearbeitung: Handbuch der Heraldik. Als „Wappenfibel“ begründet von Adolf Matthias Hildebrandt, zuletzt weitergeführt von Jürgen Arndt. 20., aktualisierte und völlig neugestaltete Auflage, bearbeitet von Ludwig Biewer und Eckart Henning. Köln, Weimar, Wien: Böhlau 2017.
- Exlibris Herm. Gelder, Apotheker-Bucheignerzeichen, Berlin 1899.[5]
- Das Wappen von Schleswig-Holstein. In: Die Heimat. Monatsschrift des Vereins zur Pflege der Natur- und Landeskunde in Schleswig-Holstein, Hamburg und Lübeck. Bd. 19 (1909), Heft 6, Juni 1909, S. 125–130 (Digitalisat)